# Bayerische Rückversicherung

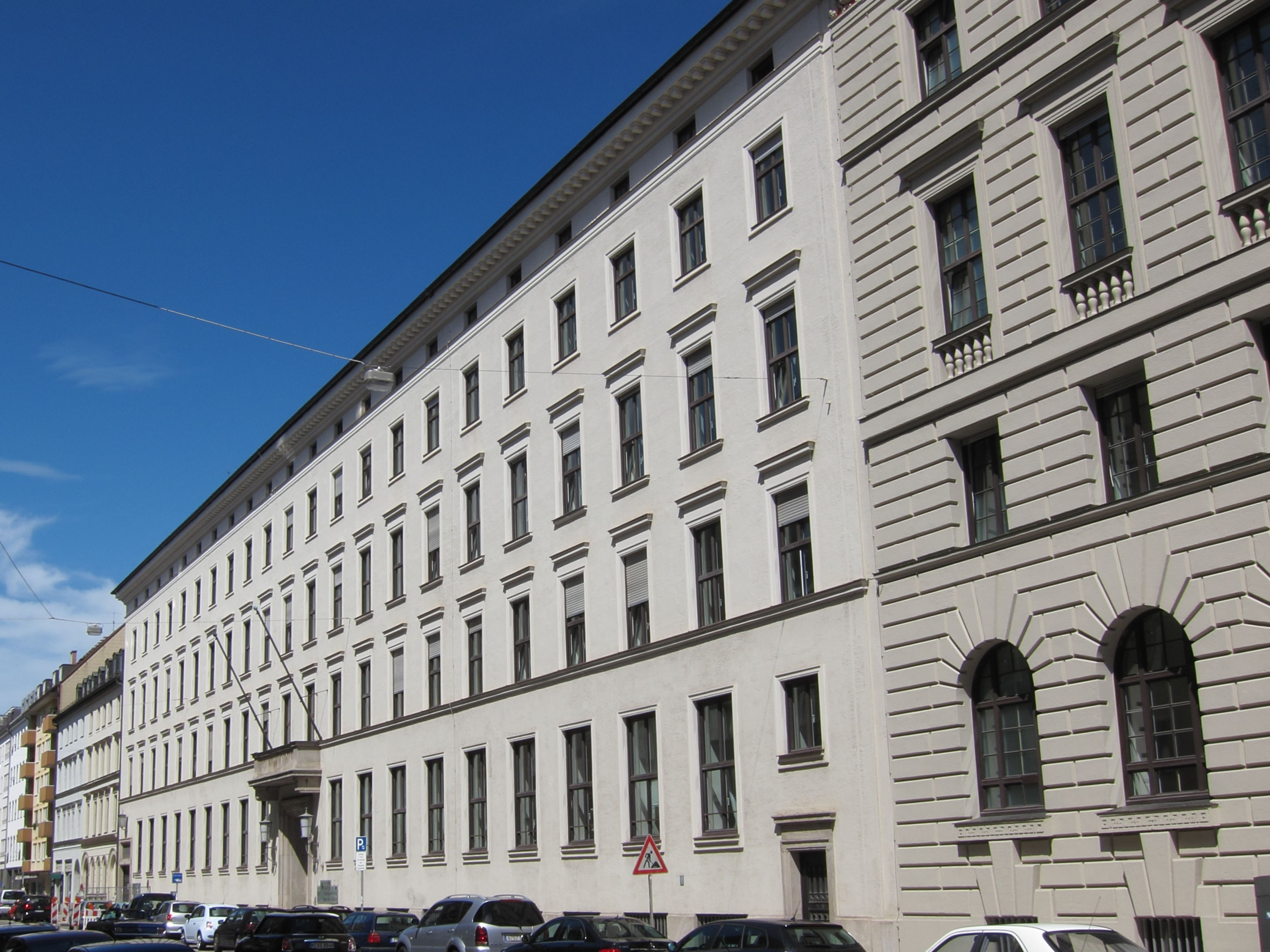
Erweiterungsbau der Bayerischen Versicherungsbank, Theresienstraße 2–4

Die Bayerische Rückversicherung war ein  deutsches Versicherungsunternehmen, das unter diesem Namen 90 Jahre bestand.

## Geschichte
Die Versicherung wurde 1906 als selbständige Aktiengesellschaft mit dem Namen Bayerische Versicherungsbank gegründet, nachdem bereits seit 1835 Vorläufer bestanden hatten. Erster Generaldirektor wurde Carl Ritter von Rasp. 1911 wurde als Reaktion auf das Erdbeben von San Francisco durch die Bayerische Versicherungsbank die Bayerische Rückversicherungsbank (später: Bayerische Rückversicherung) gegründet. Bis 1923 arbeitete das Unternehmen eng mit der Bayerischen Versicherungsbank AG zusammen, die in diesem Jahr von der Allianz-Versicherung übernommen wurde. Seit 1924 besitzt die Schweizerische Rückversicherungs-Gesellschaft die Aktienmehrheit. Die Umfirmierung in Bayerische Rückversicherung erfolgte im Jahre 1937.
Am 1. Juli 2001 wurde die 90 Jahre alte Marke vom Markt genommen. Die Bayerische Rück hieß von nun an Swiss Re Germany AG.